# 尼克·卡拉威
尼克·卡拉威（英語： （ⓘ）
）是一名在法蘭西斯·史考特·費茲傑羅的1925年小說《大亨小傳》中的虛構角色和敘事者。

## 改編版本

### 電影
- 1926年電影《大亨小傳》中由尼爾·漢密爾頓（英语：Neil Hamilton (actor)）飾演卡拉威。
- 1949年電影《大亨小傳》中由麥唐諾·嘉莉（英语：Macdonald Carey）飾演卡拉威。
- 1974年電影《大亨小傳》中由森·禾達史東飾演卡拉威。
- 2013年電影《大亨小傳》中由杜比·麥奎爾飾演卡拉威。[1]

### 電視
- 2000年電視電影中由保羅·活特飾演卡拉威。